# Auguste Mestral
Auguste Mestral (20. března 1812 Rans – 1884 ?) byl francouzský fotograf a průkopník fotografické techniky.

## Život a dílo
Byl členem společnosti Société héliographique (1851) a Société française de photographie (1854).
V roce 1851 byl Auguste Mestral jedním z pěti vybraných fotografů (Gustave Le Gray, Auguste Mestral, Édouard Baldus, Hippolyte Bayard a Henri Le Secq), kteří dostali zakázku nazvanou Mission héliographique. Jejich úkolem bylo vytvoření fotografické dokumentace francouzské architektury vyhlášené vládní organizací Úřad historických památek (Commission des Monuments Historiques).

Zpočátku fotografoval Mestral na jihozápadě Francie v Bordeaux a Perpignanu. Společně s Le Grayem fotografovali v Loire Valley, Issoire, Poitiers, Périgueux, Angoulême, Bordeaux, Moissac, Toulouse, Carcassonne a Pyrénées-Orientales.

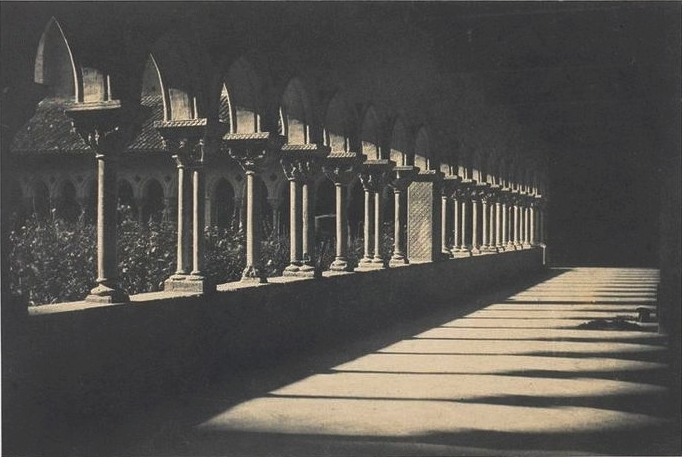
Auguste Mestral, Gustave Le Gray: Klášter Moissac, 1851, 23,2 × 34,5 cm, ze sbírky Musée d'Orsay

V následujícím roce (1852) Mestral odstěhoval sám do Normandie a Británie, aby fotografoval krajinu a památky. Po návratu z cesty své snímky prezentoval u Société française de photographie (Francouzské fotografické společnosti) v roce 1855.
Jeho fotografie (negativy), které pořídil v roce 1851 s Gustavem Le Grayem, jsou uloženy v knihovně Médiathèque de l’architecture et du patrimoine.